# Charidotis trifasciata
Charidotis trifasciata es un coleóptero de la familia Chrysomelidae.
Fue descrita científicamente en 1999 por Buzzi.